# Paul Wittek
Paul Wittek (* 11. Januar 1894 in Baden bei Wien; † 13. Juni 1978 in Eastcote, Middlesex) war ein österreichischer Orientalist und Historiker. Seine 1938 formulierte Ghazi-These war bis in die 1980er Jahre die wohl einflussreichste und dominierende Erklärung der Formation des Osmanischen Reiches.

## Leben
Wittek wurde bei Ausbruch des Ersten Weltkrieges als Reserveoffizier zu einem Artillerieregiment eingezogen. Schon im Oktober 1914 wurde er in Galizien am Kopf verwundet und zur Genesung nach Wien gebracht. Im Anschluss diente er zunächst am Isonzo und wurde 1917 als Militärberater ins Osmanische Reich abkommandiert, wo er in Istanbul und Syrien bis Kriegsende stationiert blieb. Während dieser Zeit lernte Wittek Osmanisch und gewann die Patronage von Johann Heinrich Mordtmann, dem damaligen deutschen Konsul in Istanbul. Nach dem Ende des Krieges kehrte Wittek nach Wien zurück und setzte sein bereits vor Kriegsausbruch begonnenes Studium der Alten Geschichte fort. 1920 wurde er mit der Dissertation „Die Entstehung der Zenturienordnung. Studie zur ältesten römischen Sozial- und Verfassungsgeschichte“ promoviert.
Wittek trug in Wien zur Entstehung der noch jungen Disziplin der Osmanistik bei. So war er Mitherausgeber und Autor für die erste wissenschaftliche Zeitschrift auf diesem Gebiet, den von 1921 bis 1926 herausgegebenen „Mitteilungen zur osmanischen Geschichte“. Seinen Lebensunterhalt verdiente sich Wittek außerdem als Journalist für die Österreichische Rundschau. Für das Deutsche Archäologische Institut war er ab 1924 in Istanbul tätig. Er beschäftigte sich dort mit der frühosmanischen Epigraphik. Zusammen mit türkischen Historikern konnte er verhindern, dass das Osmanische Archiv als Papierabfall nach Bulgarien verkauft wurde.
Nach dem Aufstieg des Nationalsozialismus siedelte Wittek 1934 nach Belgien um, wo er bei Henri Gregoire am Institut für byzantinische Studien in Brüssel arbeitete. Nach dem Angriff Deutschlands auf Belgien floh Wittek in einem kleinen Boot nach England, wo er zunächst als feindlicher Ausländer interniert wurde. Durch Unterstützung britischer Orientalisten kam er schließlich frei und fand eine Anstellung an der University of London. Nach dem Krieg kehrte er zu seiner Familie zurück, die in Belgien geblieben war. Bereits 1948 kehrte er nach London zurück und übernahm den neu geschaffenen Lehrstuhl für Türkisch an der School of Oriental and African Studies, den er bis zu seiner Emeritierung 1961 innehatte. 1969 wurde er zum korrespondierenden Mitglied der British Academy gewählt.
Wittek, der dem George-Kreis nahestand, hat wenig publiziert, ist aber in seiner Disziplin sehr wirkmächtig geworden. Seine einzigen Bücher, „Das Fürstentum Mentesche“ und „The Rise of the Ottoman Empire“ erschienen in den 1930er Jahren. Im letzteren formulierte Wittek seine Ghazi-These, der zufolge die Ideologie des religiös motivierten Kampfes das wesentliche kohäsive Moment in der formativen Phase des Osmanischen Reiches war. Die Ghazi-These war bis Rudi Paul Lindners Nomadenthese in den 1980ern die vorherrschende Sicht auf die Entstehungszeit des osmanischen Reiches.

## Veröffentlichungen
Siehe das Schriftenverzeichnis in Wiener Zeitschrift für Kunde des Morgenlandes 68 (1976), S. 1–7.